# Richard Chaloner (1er baron Gisborough)
Richard Godolphin Walmesley Chaloner, 1er baron Gisborough (né Long ; 12 octobre 1856-23 janvier 1938) est un militaire et homme politique britannique. Il est député conservateur de 1895 à 1900 et 1910 à 1917, et membre de la Chambre des lords de 1917 jusqu'à sa mort en 1938.

## Carrière
Il est le fils de Richard Penruddocke Long (en), député de 1859 à 1868 et frère cadet du 1er vicomte Long. Sa famille possède Rood Ashton House dans le Wiltshire et vit dans le comté depuis la fin du 14e siècle. Le grand-père maternel de Chaloner est William Dick, député de Wicklow de 1852 à 1880. En 1888, il prend le nom de Chaloner par licence royale, conformément au testament de son grand-oncle maternel, l'amiral Thomas Chaloner, qui a hérité du domaine de Gisborough et de Gisborough Hall par sa mère, une descendante de Robert de Bruce.
Chaloner fait ses études au Winchester College et à l'Académie royale militaire de Sandhurst, après quoi il est nommé sous-lieutenant dans le 3rd Hussars le 30 janvier 1878. Il sert dans la Seconde Guerre anglo-afghane de 1879 à 1880 et est promu lieutenant le 1er juillet 1881. Il est promu capitaine le 1er juillet 1887, puis major et lieutenant-colonel le 10 février 1894. Il est transféré à la Réserve des Officiers et devient lieutenant-colonel aux commandes du 1st Wiltshire Volunteer Rifles . À la suite du déclenchement de la seconde guerre des Boers en octobre 1899, de nombreux officiers volontaires sont nommés dans le cadre de la Yeomanry impériale créée en décembre 1899. Chaloner est nommé commandant de la 1re compagnie (Wiltshire) du 1er bataillon et quitte Liverpool pour l'Afrique du Sud sur le SS Cymric en mars 1900.
Richard Chaloner est élu pour la première fois au Parlement pour Westbury aux élections générales de 1895. Aux élections générales de 1900, il est battu par le candidat libéral John Fuller. Aux élections générales de janvier 1910, Chaloner est réélu au Parlement succédant au député libéral JEB Seely dans la circonscription de Liverpool Abercromby. Il conserve ce siège jusqu'au 18 juin 1917, date à laquelle il est nommé intendant des Chiltern Hundreds, poste qui entraine sa démission des Communes. Le 23 juin 1917, il est nommé baron Gisborough, de Cleveland dans le comté de York, et devient membre de la Chambre des lords. Une élection partielle a lieu à Liverpool Abercromby pour le remplacer. Lord Gisborough meurt en 1938 à Cleveland, âgé de 81 ans, et est remplacé dans la baronnie par son deuxième fils, Thomas.
En 1882, il épouse Margaret Brocklesby Davis (décédée en 1941) et ils ont deux fils et quatre filles. Leur fils aîné, Richard, est mort en France en 1917 alors qu'il gardait des prisonniers de guerre allemands.